# Batu Rata
Batu Rata is een bestuurslaag in het regentschap Deli Serdang van de provincie Noord-Sumatra, Indonesië. Batu Rata telt 429 inwoners (volkstelling 2010).